# Róbert Frosti Thorkelsson
Róbert Frosti Thorkelsson, född 18 augusti 2005, är en isländsk fotbollsspelare (mittfältare).
Róbert Frosti Thorkelssons moderklubb är Stjarnan FC. Han spelade säsongen 2024 27 matcher för klubben i isländska högstaligan (2 mål och 5 assist), och värvades inför säsongen 2025 till svenska Gais, där han skrev på ett femårskontrakt. Han gjorde sin tävlingsdebut för Gais när han byttes in mot Chovanie Amatkarijo i den 74:e minuten av gruppspelsmatchen i Svenska cupen mot Örebro SK i februari 2025. Matchen slutade 4–1 till Gais. Den allsvenska debuten kom den 19 juli 2025, då han byttes in i den 86:e minuten i en 0–3-seger mot Degerfors IF.